# Purity Chepkirui
Pour les articles homonymes, voir Chepkirui.
Purity Chepkirui, née le 14 février 2003, est une athlète kényane pratiquant le demi-fond.

## Carrière sportive
Purity Chepkirui remporte la médaille d'or aux Championnats du monde juniors d'athlétisme en 2021 puis le bronze en 2022,,.
Elle décroche l'argent aux Championnats d'Afrique d'athlétisme de 2022.